# Cymbals Eat Guitars
Cymbals Eat Guitars – amerykański zespół założony w 2005 roku przez przyjaciół z liceum, grający indie rock silnie inspirowany latami 90. (Built to Spill, Pavement). Nazwa pochodzi od słów, jakimi Lou Reed opisał twórczość The Velvet Underground.
W 2005 roku wokalista/gitarzysta Joseph D’Agostino i perkusista Matt Miller wydali płytę pod tytułem „Joseph Ferocious”. Od 2007 roku zaczęli nagrywać materiał na pierwszą płytę i występować na żywo. Po dołączeniu kolejnych członków nagrali debiutancką płytę „Why There Are Mountains” (2009) i wyruszyli na intensywne tournée, odwiedzając m.in. festiwale Pitchfork Music Festival oraz  No Way Out latem 2010 roku. W sierpniu 2011 wydali swój drugi album „Lenses Alien”, a w 2014 kolejny zatytułowany „LOSE”.

## Skład
Członkowie Cymbals Eat Guitars to:
- Joseph D'Agostino – gitara, główny wocal
- Matthew Miller – perkusja
- Matt Whipple – bas, wokal
- Brian Hamilton – keyboards\y, wokal

Byli członkowie:
- Daniel Baer – keyboardy
- Neil Berenholz (2005–2007, 2009) – bas
- Jon Levine (2007–2008) – bas
- Matthew Cohen (2008) – gitary

## Dyskografia

### Albumy
- Why There Are Mountains (2009)
- Lenses Alien (2011)
- LOSE (2014)

### Singles
- „...And the Hazy Sea/Tunguska” (2009)
- “Indiana” (2009)
- “Wind Phoenix” (2010)
- “Rifle Eyesight (Proper Name)” (2011)
- „Hawk Highway” (2012)